# Leptotocepheus macromucronatus
Leptotocepheus macromucronatus är en kvalsterart som beskrevs av Sandór Mahunka 1988. Leptotocepheus macromucronatus ingår i släktet Leptotocepheus och familjen Tetracondylidae. Inga underarter finns listade i Catalogue of Life.